# Bururi
Bururi ist eine Stadt im Süden Burundis. Sie ist Hauptstadt der gleichnamigen Provinz Bururi. 2007 hatte Bururi etwa 20.000 Einwohner.
Die Stadt liegt auf 1836 m Höhe.